# Mary McDonnell
Mary Eileen McDonnell (sinh ngày 28 tháng 4 năm 1952) là một nữ diễn viên người Mỹ. Bà được biết đến nhiều nhất qua những vai diễn trong các bộ phim điện ảnh như Khiêu vũ với bầy sói (1990), Passion Fish (1992), Ngày độc lập (1996), Donnie Darko (2001) và Cuộc chiến phố Wall (2011).
Trong sự nghiệp diễn xuất dài hơn bốn thập kỷ của mình, McDonnell đã thắng một giải Sao Thổ và được đề cử hai giải Oscars, hai giải Quả cầu vàng, hai giải Primetime Emmys và nhiều giải thưởng khác.

## Thời thơ ấu
Mary Eileen McDonnell sinh năm 1952 tại Wilkes-Barre, Pennsylvania, trong một gia đình có sáu anh chị em. Mẹ bà là Eileen (nhũ danh Mundy), cha bà là John "Jack" McDonnell. Gia đình bà có gốc Ireland, từ nhỏ bà đã được nuôi dạy trong môi trường Công giáo.

## Danh sách phim

### Điện ảnh
| Năm  | Tên                    | Vai                 | Ghi chú |
| ---- | ---------------------- | ------------------- | ------- |
| 1984 | Garbo Talks            |                     |         |
| 1987 | Matewan                | Elma Radnor         |         |
| 1988 | Tiger Warsaw           | Paula Warsaw        |         |
| 1990 | Dances with Wolves     |                     |         |
| 1991 | Grand Canyon           | Claire              |         |
| 1992 | Passion Fish           | May-Alice Culhane   |         |
| 1992 | Sneakers               | Liz                 |         |
| 1994 | Blue Chips             | Jenny Bell          |         |
| 1996 | Independence Day       |                     |         |
| 1996 | Mariette in Ecstasy    | Prioress            |         |
| 1997 | Woman Undone           | Terri Hansen        |         |
| 1998 | You Can Thank Me Later | Diane               |         |
| 1999 | Mumford                | Althea Brockett     |         |
| 2001 | Donnie Darko           | Rose Darko          |         |
| 2003 | Nola                   | Margaret Langworthy |         |
| 2004 | Crazy Like a Fox       | Amy Banks           |         |
| 2011 | Scream 4               | Kate Roberts        |         |
| 2011 | Margin Call            | Mary Rogers         |         |